# Festival di Zurigo 1963
Questa pagina raccoglie i dati relativi all'edizione del Festival di Zurigo del 1963.

## La manifestazione
Votano quattro giurie, due popolari (una italiana ed una svizzera), una di giornalisti specializzati (queste prime tre sono collegate esternamente) ed una composta da alcuni spettatori presenti in sala.
Le giurie votano le quindici canzoni, stabilendo così il brano vincitore del festival, che è Eternamente tu, interpretato da Tullio Pane che riceve l'Aquila d'oro, il trofeo della manifestazione, mentre per gli autori vi è una coppa d'oro; sono previsti premi minori per i secondi e terzi classificati, ed un premio speciale per la migliore orchestrazione.
I cantanti sono accompagnati dall'Orchestra di Radio Lugano, costituita da 29 musicisti e diretta da vai direttori d'orchestra (indicati dalle case discografiche in gara).
Il Festival si svolge la sera di venerdì 25 ottobre, ma è trasmesso in televisione in differita due giorni dopo.

## Partecipanti in ordine di apparizione[1]
- Tony Scala: Sì Sì Simona (testo di Pinchi e Angelo De Lorenzo; musica di Amedeo Olivares); dirige il Maestro Alceo Guatelli - Edizioni musicali Melodi Combo Record
- Giorgio Consolini: Ti chiedo pietà (testo e musica di Venturi-Bolasca); dirige il Maestro Gianni Fallabrino - Edizioni musicali Susy Meazzi
- Paula: E smettila! (testo di Luciana Medini; musica di Renato Sabatino e Gianni Fallabrino); dirige il Maestro Gianni Fallabrino - Edizioni musicali Susy Meazzi
- Mario Querci: Anche il cielo! (testo di Dalmazio Masini; musica di Mario Guerci); dirige il Maestro Tullio Gallo - Edizioni musicali Mocchi City
- Ennio Sangiusto: Giuseppina (testo di Filibello; musica di Aldo Valleroni e Pietro Faleni) - Edizioni musicali Susy Meazzi
- Lilly Bonato: Vieni via (testo di Luciana Medini; musica di Gianni Fallabrino); dirige il Maestro Gianni Fallabrino - Edizioni musicali Susy Meazzi
- Mario Abbate: Qui...Napoli (testo di Mario Abbate; musica di Lino Benedetto e Gino Conte); dirige il Maestro Gino Conte - Vis Radio
- Fabrizio Ferretti: Il sole cadrà (testo di Vito Pallavicini; musica di Augusto e Giordano Bruno Martelli); dirige il Maestro Giordano Bruno Martelli - Ri-Fi
- Tullio Pane: Eternamente tu (testo di Luigi Cioffi; musica di Cesare Andrea Bixio); dirige il Maestro Fernando Poggi - Cinevox
- Cocky Mazzetti: Un cuore che fa din don dan (testo di Vito Pallavicini; musica di Gorni Kramer); dirige il Maestro Gorni Kramer - Edizioni musicali Kramer Primary
- Noris De Stefani: Giorni verdi (testo e musica di Tumminelli-Parigi); dirige il Maestro Luciano Zuccheri - Edizioni musicali San Giusto Combo Record
- Rocco Montana: Taci! (testo di Luciana Medini; musica di Gianni Fallabrino); dirige il Maestro Gianni Fallabrino  - Meazzi
- Iva Zanicchi: Quando verrai (testo di Vito Pallavicini; musica di Gorni Kramer); dirige il Maestro Gorni Kramer - Edizioni musicali Kramer Ri-Fi
- Aurelio Fierro: Quanto me piace (testo di Gigi Pisano; musica di Eduardo Alfieri; dirige il Maestro Eduardo Alfieri ) - Edizioni musicali Indios King
- Roberto Davini: Io voglio quello che vuoi tu (testo e musica di Gino Pittoni Grassi-Luigi Martelli) - Edizioni musicali Zambon Ciak

## Classifica
1. Tullio Pane: Eternamente tu (testo di Luigi Cioffi; musica di Cesare Andrea Bixio) - Cinevox
2. Aurelio Fierro: Quanto me piace (testo di Gigi Pisano; musica di Eduardo Alfieri) - King
3. Iva Zanicchi: Quando verrai (testo di Vito Pallavicini; musica di Gorni Kramer) - Ri-Fi

## Numero di cantanti per casa discografica
- Meazzi: 5 cantanti
- Ri-Fi: 2 cantanti
- Ciak: 1 cantante
- Cinevox: 1 cantante
- Combo Record: 2 cantanti
- Cetra: 1 cantante
- Primary: 1 cantante
- Vis Radio: 1 cantante
- King: 1 cantante